# 愛·天地無用！
《愛·天地無用！》是AIC製作的日本電視動畫系列，也是《天地無用！》20週年紀念而推出的新系列電視動畫，於2014年10月在TOKYO MX每週一至週五播放，共60集，每集四分鐘。劇情基於電視版《天地無用！》，除了原有角色外，亦更新角色設定資料。

## 故事簡介
柾木天地要到順愛學園再次解決世界危機。

## 登場角色
柾木天地（Tenchi Masaki，聲：菊池正美）
現在22歲，在順愛學園擔任實習老師。

### 學生會
川流桃（聲：東山奈央）
順愛學園學生會長。
蜂子（聲：優木加奈）
順愛學園學生會監査。
沙流葉七（聲：M·A·O）
順愛學園學生會副會長。
笛山塔里（聲：深田愛衣）
順愛學園學生會書記。

### 科學部
鬼之城红（聲：大地葉）
順愛學園科學部。
布賀油木（聲：佐藤梓）
順愛學園科學部部長。
藍井涙（聲：田邊留依）
順愛學園科學部部員。
豪力
順愛學園的學校活動支援用機械人。

### GP關係者
栗原有漢（聲：川澄綾子）
順愛學園貳年芝組班主任。
本部長（聲：北村謙次）
GP S.W.A.T.本部長。

### 天地系列
魎呼（聲：折笠愛）
宇宙海盜。
阿重霞（聲：七緒春日）
樹雷星的第一公主。
砂沙美（聲：橫山智佐）
阿重霞的妹妹，也是樹雷星的第二公主。
美星（聲：水谷優子）
銀河警察。
鷲羽（聲：小林優子）

### 過去篇
聲：東山奈央
天地が鷲羽に送られた世界で出会った少女。「殿下」と呼ばれる人物の娘で、幼くして樹雷皇家から宇宙船を賜っている。
紅（聲：大地葉）
ももを姫と呼ぶ人物。少女の頃に身寄りを亡くし、まだ赤ん坊だったももの世話係となった。重力異常に巻き込まれ宇宙船からももを脱出させる。本当の名は「くれない」と読むが、ももからは「ベニ」と呼ばれている。
聲：優木加奈
過去の世界で、鬼の行方を追っていた。
聲：市道真央
過去の世界で、鬼の行方を追っていた。
聲：深田愛衣
過去の世界で、鬼の行方を追っていた。

## 主題歌
片尾曲
（第1－2話、第4－6話、第8－12話）
作詞、作曲、編曲：新屋豐，歌：川流桃（東山奈央）
（第3話、第7話、第13話、第27話、第30話、第41－45話、第49話）
作詞：貝田由里子，作曲、編曲：新屋豐，歌：もも（東山奈央）、紅（大地葉）
（第14－18話）
作詞：岩崎誠司，作曲、編曲：新屋豐，歌：蜂子（優木加奈）、沙流葉七（市道真央）、笛山塔里（深田愛衣）
「非常規科學（型破りサイエンス）」（第19－23話）
作詞：貝田由里子，作曲、編曲：新屋豐，歌：布賀油木（佐藤あずさ）、藍井涙（田邊留依）
（第24－26話、第28－29話）
作詞：新屋豐、Chisako，作曲、編曲：新屋豐，歌：鬼之城紅（大地葉）
（第31－35話）
作詞：貝田由里子，作曲、編曲：新屋豐，歌：鬼之城紅（大地葉）、布賀油木（佐藤あずさ）、藍井涙（田邊留依）
「Best Party」（第36－40話）
作詞：貝田由里子，作曲、編曲：新屋豐，歌：川流桃（東山奈央）、蜂子（優木加奈）、沙流葉七（市道真央）、笛山塔里（深田愛衣）
（第46－48話、第50話）
作詞・作曲・編曲：新屋豐，歌：川流桃（東山奈央）
星期五片尾曲「ビバ!乙女の大冒険っ!!」
作詞：NOBE，作曲、編曲：電球，歌：乙女新黨

## 各話標題
| 話數・MX （話數・發佈） | 中文標題 | 日文標題 | 劇本                                | 分鏡     | 演出                | 作畫監督                          | 作中經過           |
| ----------------------- | -------- | -------- | ----------------------------------- | -------- | ------------------- | --------------------------------- | ------------------ |
| 第1話 （第1話）         | 天地登場 |          | 吉原順平                            | 沖田宮奈 | すがやゆりこ        | 原秦也                            | 第一日             |
| 第2話 （第2話）         | 學校資料 |          | 吉原順平                            | 沖田宮奈 | すがやゆりこ        | 原秦也                            | 第一日             |
| 第3話 （第3話）         | 天地出發 |          | 倉谷涼一                            | 根岸弘   | 倉谷涼一            | 猪股雅美                          | 異次元世界         |
| 第4話 （第4話）         | 地下動盪 |          | 吉原順平                            | 沖田宮奈 | すがやゆりこ        | 木下ゆうき                        | 第一日             |
| 第5話 （-）             | 回首(1)  | (1)      | 吉原順平 （ナレーション原稿）       | -        | -                   | -                                 | 第一日             |
| 第6話 （第5話）         | 死中求活 |          | 吉原順平                            | 沖田宮奈 | すがやゆりこ        | 安田好孝                          | 第一日             |
| 第7話 （第6話）         | 首日生還 |          | 吉原順平                            | 沖田宮奈 | すがやゆりこ        | 安田好孝                          | 第一日             |
| 第8話 （第7話）         | 天地遭遇 |          | 倉谷涼一                            | 根岸弘   | 倉谷涼一            | 横田和彦 越智博之                 | 異次元世界         |
| 第9話 （第8話）         | 祭前準備 |          | 中條元史                            | 平川哲生 | 宇都宮正記          | 藤田正幸                          | 第二日             |
| 第10話 （-）            | 回首(2)  | (2)      | 吉原順平 （ナレーション原稿）       | -        | -                   | -                                 | 第一日→第二日      |
| 第11話 （第9話）        | 走遍迷宫 |          | 中條元史                            | 平川哲生 | 宇都宮正記          | 藤田正幸                          | 第二日             |
| 第12話 （第10話）       | 吳越同舟 |          | 中條元史                            | 平川哲生 | 宇都宮正記          | 永川桃子                          | 第二日             |
| 第13話 （第11話）       | 快刀亂麻 |          | 中條元史                            | 平川哲生 | 宇都宮正記          | 永川桃子                          | 第二日             |
| 第14話 （第12話）       | 美味舌禍 |          | 中條元史                            | 平川哲生 | 宇都宮正記 殿水敦子 | 福島勇                            | 第二日             |
| 第15話 （-）            | 回首(3)  | (3)      | 吉原順平 （ナレーション原稿）       | -        | -                   | -                                 | 第二日             |
| 第16話 （第13話）       | 天地到達 |          | 倉谷涼一                            | 根岸弘   | 倉谷涼一            | 横田和彦 越智博之                 | 異次元世界         |
| 第17話 （第14話）       | 祭典開幕 |          | 中條元史                            | 高本宣弘 | たかたまさひろ      | 中島深 合田浩章 原奏也 山中いづみ | 第三日             |
| 第18話 （第15話）       | 天地接吻 |          | 中條元史                            | 高本宣弘 | たかたまさひろ      | 中島深 合田浩章 山中いづみ        | 第三日             |
| 第19話 （第16話）       | 天地變成 |          | 中條元史                            | 高本宣弘 | たかたまさひろ      | 中島深 合田浩章 山中いづみ        | 第三日             |
| 第20話 （-）            | 回首(4)  | (4)      | 吉原順平 （ナレーション原稿）       | -        | -                   | -                                 | 第三日             |
| 第21話 （第17話）       | 美麗饗宴 |          | 中條元史                            | 高本宣弘 | たかたまさひろ      | 中島深 合田浩章 山中いづみ        | 第三日             |
| 第22話 （第18話）       | 嵐前幕間 |          | 中條元史                            | 高本宣弘 | たかたまさひろ      | 中島深 合田浩章 山中いづみ        | 第三日             |
| 第23話 （第19話）       | 開幕宣言 |          | 岡篤志                              | 黒瀬大輔 | 黒瀬大輔            | 野口木ノ実                        | 第四日             |
| 第24話 （第20話）       | 障礙競走 |          | 岡篤志                              | 黒瀬大輔 | 黒瀬大輔            | 野口木ノ実 佐藤道雄               | 第四日             |
| 第25話 （-）            | 回首(5)  | (5)      | 吉原順平 （ナレーション原稿）       | -        | -                   | -                                 | 第三日→第四日      |
| 第26話 （第21話）       | 大騎馬戰 |          | 岡篤志                              | 黒瀬大輔 | 黒瀬大輔            | 野口木ノ実 佐藤道雄               | 第四日             |
| 第27話 （第22話）       | 屁股相撲 |          | 岡篤志                              | 黒瀬大輔 | 黒瀬大輔            | 野口木ノ実                        | 第四日             |
| 第28話 （第23話）       | 超延長戰 |          | 岡篤志                              | 黒瀬大輔 | 黒瀬大輔            | 野口木ノ実 佐藤道雄               | 第四日             |
| 第29話 （第24話）       | 舍監就任 |          | 吉原順平                            | 沖田宮奈 | 鳥井聖美            | 上竹哲郎                          | 第五日             |
| 第30話 （-）            | 回首(6)  | (6)      | 吉原順平 （ナレーション原稿）       | -        | -                   | -                                 | 第四日→第五日      |
| 第31話 （第25話）       | 湯煙陰影 |          | 吉原順平                            | 沖田宮奈 | 鳥井聖美            | 上竹哲郎                          | 第五日             |
| 第32話 （第26話）       | 夜食無用 |          | 吉原順平                            | 沖田宮奈 | 鳥井聖美            | 上竹哲郎                          | 第五日             |
| 第33話 （第27話）       | 天地實行 |          | 倉谷涼一                            | 倉谷涼一 | 倉谷涼一            | 横田和彦 越智博之                 | 異次元世界         |
| 第34話 （第28話）       |          | 屋根一遇 | 吉原順平                            | 沖田宮奈 | 鳥井聖美            | 上竹哲郎                          | 第五日             |
| 第35話 （-）            | 回首(7)  | (7)      | 吉原順平 （ナレーション原稿）       | -        | -                   | -                                 | 第五日             |
| 第36話 （第29話）       |          | 寮庭焼肉 | 吉原順平                            | 沖田宮奈 | 鳥井聖美            | 上竹哲郎                          | 第五日             |
| 第37話 （第30話）       |          | 天地開幕 | 倉谷涼一                            | 倉谷涼一 | 倉谷涼一            | 横田和彦 越智博之                 | 異次元世界 →第一日 |
| 第38話 （第31話）       |          | 天地拉致 | 中條元史                            | 平川哲生 | 島崎奈々子          | 藤田正幸                          | 第六日             |
| 第39話 （第32話）       |          | 異常痕跡 | 中條元史                            | 平川哲生 | 島崎奈々子          | 藤田正幸                          | 第六日             |
| 第40話 （-）            | 回首(8)  | (8)      | 吉原順平 （ナレーション原稿）       | -        | -                   | -                                 | 第五日→第六日      |
| 第41話 （第33話）       |          | 廃墟激闘 | 中條元史                            | 平川哲生 | 島崎奈々子          | 安田好孝                          | 第六日             |
| 第42話 （第34話）       |          |          | 中條元史                            | 平川哲生 | 島崎奈々子          | 原秦也                            | 第六日             |
| 第43話 （第35話）       |          |          | 中條元史                            | 平川哲生 | 島崎奈々子          | 藤田正幸                          | 第六日             |
| 第44話 （第36話）       |          |          | 吉原順平                            | 安藤良   | 安藤良              | 萩原正人 石井ゆみこ 早瀬真紀子    | 第七日             |
| 第45話 （-）            | 回首(9)  | (9)      | 吉原順平 （ナレーション原稿）       | -        | -                   | -                                 | 第六日→第七日      |
| 第46話 （第37話）       |          |          | 吉原じゅんぺい                      | 安藤良   | 安藤良              | 萩原正人 石井ゆみこ 早瀬真紀子    | 第七日             |
| 第47話 （第38話）       |          |          | 吉原じゅんぺい                      | 安藤良   | 安藤良              | 萩原正人 石井ゆみこ 早瀬真紀子    | 第七日             |
| 第48話 （第39話）       |          |          | 吉原じゅんぺい                      | 安藤良   | 安藤良              | 萩原正人 石井ゆみこ 早瀬真紀子    | 第七日             |
| 第49話 （第40話）       |          |          | 吉原じゅんぺい                      | 安藤良   | 安藤良              | 萩原正人 石井ゆみこ 早瀬真紀子    | 第七日             |
| 第50話 （-）            | 回首(10) | (10)     | 吉原じゅんぺい （ナレーション原稿） | -        | -                   | -                                 | 第七日             |
| 第51話 （第41話）       | 信義破綻 |          | 中條元史                            | 高本宣弘 | たかたまさひろ      | 藤田正幸                          | 第八日             |
| 第52話 （第42話）       | 天魔降臨 |          | 中條元史                            | 高本宣弘 | たかたまさひろ      | 藤田正幸                          | 第八日             |
| 第53話 （第43話）       | 廢墟攻防 |          | 中條元史                            | 高本宣弘 | たかたまさひろ      | 北村友幸                          | 第八日             |
| 第54話 （第44話）       | 豪打一閃 |          | 中條元史                            | 高本宣弘 | たかたまさひろ      | 藤田正幸                          | 第八日             |
| 第55話 （第45話）       | 因果遭遇 |          | 中條元史                            | 高本宣弘 | たかたまさひろ      | 忘八                              | 第八日             |
| 第56話 （第46話）       | 五里霧中 |          | 倉谷涼一                            | 沖田宮奈 | 宇都宮正記          | 沖田宮奈                          | 第九日             |
| 第57話 （第47話）       | 四分五裂 |          | 倉谷涼一                            | 沖田宮奈 | 宇都宮正記          | 原秦也                            | 第九日             |
| 第58話 （第48話）       | 再三再四 |          | 倉谷涼一                            | 沖田宮奈 | 宇都宮正記          | 川島尚                            | 第九日             |
| 第59話 （第49話）       | 唯一無二 |          | 倉谷涼一                            | 沖田宮奈 | 倉谷涼一            | 越智博之 山下敏成                 | 第九日             |
| 第60話 （第50話）       | 一期一會 |          | 倉谷涼一                            | 倉谷涼一 | 倉谷涼一            | 横田和彦 山下敏成 越智博之        | 第九日             |

## 藍光／DVD
| 卷數 | 發售日期      | 收錄話數       | 規格編號   | 規格編號   |
| 卷數 | 發售日期      | 收錄話數       | 藍光       | DVD        |
| ---- | ------------- | -------------- | ---------- | ---------- |
| 壹   | 2015年1月21日 | 第1話－第15話  | VPXY-71361 | VPBY-14358 |
| 貳   | 2015年2月18日 | 第16話－第30話 | VPXY-71362 | VPBY-14359 |
|      | 2015年3月18日 | 第31話－第50話 | VPXY-71363 | VPBY-14360 |

## 其它媒介
小說
- 講談社輕小說文庫。原作：梶島正樹，作者：水樹尋。分上下共2冊。

| 冊數              | 發售日期       | ISBN                   | 內容                           |
| ----------------- | -------------- | ---------------------- | ------------------------------ |
| 愛·天地無用！(上) | 2014年12月26日 | ISBN 978-4-06-381421-7 | 第1話天地登場－第37話天地開幕  |
| 愛·天地無用！(下) | 2015年4月2日   | ISBN 978-4-06-381448-4 | 第31話天地拉致－第50話一期一會 |
漫畫
於《月刊少年天狼星》（講談社）2015年1月號至12月號連載。漫畫：仲里春奈。

## 廣播節目
24時30分電台！愛能拯救天地!?
2014年10月9日到2015年1月2日的毎週四24時30分－25時00分在文化放送電台的超！A&G+的深夜時段播出。並且還有在HiBiKi Radio Station2014年10月13日到2015年1月5日進行更新。主持人由蜂子的聲優優木加奈、沙流葉七的聲優M·A·O、笛山塔里的聲優深田愛衣共3人擔任。
天地無用！秘密電台？全然不是！
網路電台，2016年5月12日（試配信）／6月9日（正式播出）至2017年9月28日為止在第四期動畫的官方網站進行更新。主持人由布賀油木的聲優佐藤梓、藍井涙的聲優田邊留依共2人擔任。

## 腳註

## 外部連結
- 官方動畫網站 （日語）
- 愛·天地無用！的X（前Twitter） （日語）
- 愛·天地無用！（動畫）在動畫新聞網百科全書中的資料（英文）